# Fundação Bradesco
A Fundação Bradesco é uma instituição benemerente, privada e sem fins lucrativos brasileira. Atualmente, possui 40 escolas próprias espalhadas em todo território nacional. Com objetivo de favorecer famílias de baixa renda, todos os anos novos processos de seleção são realizados para captação de novos alunos oferecendo educação gratuita.
Seus curadores são membros da diretoria do Bradesco ou membros da diretoria da Cia Cidade de Deus. Na área estudantil, a Fundação Bradesco é a maior instituição filantrópica do Brasil, e está entre as cinco maiores da América Latina. O atual presidente é Lázaro de Mello Brandão.
A Fundação Bradesco foi criada em 1956 por Amador Aguiar, com o objetivo de proporcionar educação e profissionalização às crianças, jovens e adultos. Inaugurou sua primeira escola em 29 de junho de 1962, em Cidade de Deus, Osasco, SP, com 289 alunos e 7 professores. O museu do Bradesco resgata a história vitoriosa do banco e a ação social da Fundação Bradesco.
As escolas constituem-se referência sociocultural para cada região. A comunidade vê na Fundação Bradesco possibilidades de ampliar horizontes de trabalho e de realizações. Em cada unidade multiplicam-se os princípios éticos que orientam ações coletivas e pessoais. As unidades destacam-se pela qualidade de trabalho e excelente infraestrutura. Entende-se que tudo isso justifique a grande procura de moradores da região por matrículas em todos os cursos.

## História
Com o objetivo de promover a inclusão social por meio da educação, foi criada em 1956 a Fundação Bradesco, que viria a se tornar um dos mais importantes programas sociais do país.
Amador Aguiar, idealizador do projeto, acreditava na capacitação de jovens para, posteriormente, atuarem dentro das agências e, dessa forma, construir uma carreira no banco. O projeto que completou 60 anos em 2016, teve a sua primeira escola aberta em 1962, em Osasco, e contava com 7 professores e 289 alunos. Em 1998, inovou ao lançar o primeiro curso de informática para deficientes visuais do Brasil.
Até 2017, a Fundação contava com 40 escolas próprias, além de projetos educacionais em paralelo, como a Escol@ Virtual, o projeto Educa + Ação, o Programa Jovem Aprendiz Técnico.
Ao longo de seis décadas, a instituição ofereceu educação a mais de 4 milhões de pessoas, levando em consideração os cursos presenciais e à distância.

## Unidades
Região Norte
- Rio Branco
- Manaus
- Santana, AP
- Conceição do Araguaia
- Paragominas
- Cacoal
- Boa Vista
- Canuanã (localizada em Formoso do Araguaia, TO)

Região Nordeste
- Natal
- Maceió
- Feira de Santana
- Irecê
- Salvador
- Caucaia
- Pinheiro
- São Luís
- João Pessoa
- Garanhuns
- Jaboatão dos Guararapes
- Teresina
- Propriá

Região Sul
- Paranavaí
- Bagé
- Gravataí
- Rosário do Sul
- Laguna

Região Sudeste
- Vila Velha
- Itajubá
- São João del-Rei
- Rio de Janeiro
- Campinas
- Marília
- Osasco I
- Osasco II
- Osasco Jd. Conceição
- Registro

Região Centro-Oeste
- Ceilândia
- Aparecida de Goiânia
- Bodoquena (localizada em Miranda, MS)
- Cuiabá[9]